# Monument aux Girondins
Het Monument aux Girondins is een gedenkteken in de Franse stad Bordeaux. Het monument staat op Place des Quinconces en is gebouwd tussen 1894 en 1902 ter ere van de girondijnse afgevaardigden die tijdens de Franse Revolutie zijn afgezet en vervolgd. Het bestaat uit een zuil van 43 meter met daarop een bronzen beeld dat een allegorie van de vrijheid voorstelt. Met het beeld erbij komt het geheel tot een hoogte van 54 meter. Aan de voet van de zuil zijn er grote beeldenpartijen en twee monumentale fonteinen.